# Hubert Kah
Pour les articles homonymes, voir Kah.
Hubert Kah est un groupe de musique allemand de synthpop, dont le meneur est Hubert Kemmler.

## Hubert Kemmler
Né le 21 mars 1961 à Reutlingen de parents commerçants, il reçoit en 1971 ses premières leçons de piano. En 1976, il enregistre son premier morceau. En 1977, il fonde son premier groupe : Choice Quality.
Sa carrière solo démarre avec Rosemarie qui sera no 3 en Allemagne, no 5 en Autriche, et no 6 en Suisse. En 1984, il aborde une collaboration fructueuse avec Michael Cretu après avoir travaillé avec la chanteuse allemande Sandra. Pour elle, il écrit aussi les chansons Two of Us et Inker & Hamilton.
En 2014 il participe au Promi Big Brother 2 en Allemagne.

## Discographie

### Hit singles
- 1982 - Rosemarie (no 3 en Allemagne)
- 1982 - Sternenhimmel (no 2 en Allemagne)
- 1983 - Einmal nur mit Erika (avec Kappelle)
- 1984 - Engel 07
- 1984 - Wenn der Mond die Sonne berührt
- 1984 - Solo Tu
- 1985 - Goldene Zeiten
- 1986 - Limousine (no 8 en Allemagne)
- 1986 - Something I should know
- 1987 - Military drums
- 1989 - Welcome, machine gun
- 1989 - So many people
- 1989 - Sound of my heart
- 1989 - Carrousel
- 1989 - Midnight sun
- 1990 - (It's me) Kathy
- 1996 - C'est la vie
- 1997 - Sailing
- 1998 - Love chain
- 1998 - Der NDW - Kult - Mix
- 2005 - No rain
- 2005 - Psycho Radio
- 2005 - Sekunden

### Albums
- 1982 - Meine Höhepunkte
- 1983 - Ich komme
- 1984 - Goldene Zeiten
- 1986 - Ten songs
- 1989 - Sound of my heart
- 1996 - Hubert Kah
- 1998 - Best of (compilation)
- 2005 - Seelentaucher